# Bundestag
O Bundestag (alemão: [ˈbʊndəstaːk] (escutarⓘ), "Parlamento Federal") é o parlamento federal da Alemanha. É o único órgão constitucional da federação eleito diretamente pelo povo alemão. O Bundestag foi estabelecido pelo Título III da Lei Fundamental da República Federal da Alemanha (em alemão: Grundgesetz, pronunciado [ˈɡʁʊntɡəˌzɛt͡s] (escutarⓘ)) em 1949 como um dos órgãos legislativos da Alemanha, sendo o outro o Bundesrat. Assim, é o sucessor histórico do antigo Reichstag.
Os membros do Bundestag são representantes do povo alemão como um todo, não estão vinculados a ordens ou instruções e são responsáveis apenas perante sua consciência. A partir da 20ª legislatura, o número mínimo legal de membros do Bundestag (em alemão: Mitglieder des Bundestages) é 598; no entanto, devido ao sistema de assentos adicionais e de compensação, o atual 20º Bundestag tem um total de 735 membros, tornando-se o maior Bundestag até o momento e a maior câmara parlamentar nacional livremente eleita no mundo. A partir da 21ª legislatura, porém, devido a mudanças na lei eleitoral, terá um número fixo de 630 membros.
O Bundestag é eleito a cada quatro anos por cidadãos alemães com 18 anos ou mais. As eleições utilizam um sistema de representação proporcional mista, que combina o voto distrital majoritário para cadeiras de circunscrição com a representação proporcional, garantindo que sua composição reflita o voto popular nacional. O Bundestag alemão não pode se dissolver por conta própria; apenas o Presidente da Alemanha pode fazê-lo sob certas condições.
Junto com o Bundesrat, o Bundestag forma o poder legislativo em nível federal. O Bundestag é consideravelmente mais poderoso que o Bundesrat, que representa os governos estaduais. Todos os projetos de lei devem ser aprovados primeiro no Bundestag antes de serem discutidos no Bundesrat. O Bundesrat pode apenas aceitar as leis aprovadas pelo Bundestag sem emendas. Apenas em algumas áreas, onde as leis afetam diretamente os estados, o Bundesrat pode rejeitar leis; caso contrário, ele pode apenas apresentar uma objeção, que o Bundestag pode anular. Acima de tudo, no entanto, o Chanceler e o governo federal são responsáveis exclusivamente perante o Bundestag. O Bundestag também tem autoridade orçamentária exclusiva.
O presidente do Bundestag é o seu oficial principal; ele ou ela é auxiliado pelos vice-presidentes do Bundestag. Desde 2025, Julia Klöckner, da CDU/CSU, é a presidente do Bundestag. Na ordem de protocolo da federação, o Presidente do Bundestag ocupa a segunda posição, após o Presidente da Alemanha e antes do Chanceler.
Desde 1999, o Bundestag se reúne no edifício do Reichstag, em Berlim. O Bundestag também opera em vários novos edifícios governamentais em Berlim, ao redor da casa neorrenascentista, e tem sua própria força policial (a Bundestagspolizei), diretamente subordinada à Presidência do Bundestag.

## História

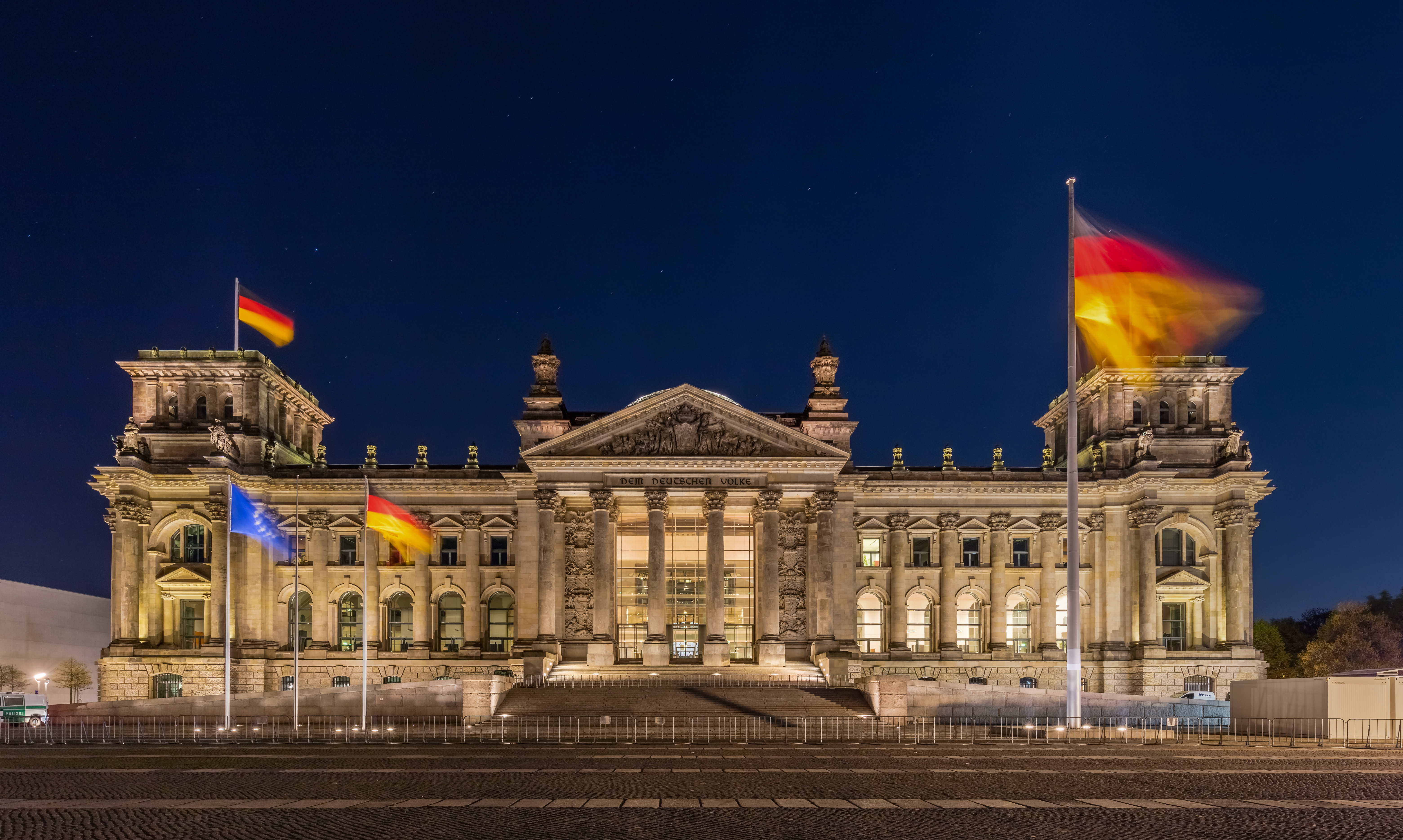
A Bandeira da Unidade Alemã é um memorial nacional da reunificação alemã, hasteado em 3 de outubro de 1990. Ela tremula em frente ao edifício do Reichstag, em Berlim, sede do Bundestag.

O primeiro órgão a ser chamado de Bundestag foi a Confederação Germânica (chamada de Deutscher Bund em alemão). Ele se reuniu em Frankfurt am Main de 1816 a 1866. Em português, é referido como Assembleia Federal.
Com a dissolução da Confederação Alemã em 1866 e a fundação do Império Alemão (Reich Alemão) em 1871, o Reichstag foi estabelecido como o parlamento alemão em Berlim, que era a capital do então Reino da Prússia (o maior e mais influente estado tanto na Confederação quanto no Império). Duas décadas depois, o atual edifício do parlamento foi erguido. Os delegados do Reichstag eram eleitos por sufrágio masculino direto e igualitário (diferente do sistema eleitoral de três classes que prevaleceu na Prússia até 1918). O Reichstag não participava da nomeação do chanceler até as reformas parlamentares de outubro de 1918. Após a Revolução de Novembro de 1918 e a promulgação da Constituição de Weimar, as mulheres receberam o direito de votar e de servir no Reichstag, e o parlamento passou a poder utilizar o voto de desconfiança para forçar a renúncia do chanceler ou de qualquer membro do gabinete.
Em 1933, Adolf Hitler foi nomeado chanceler e, por meio do Decreto do Incêndio do Reichstag, da Lei de Concessão de Plenos Poderes de 1933 e da morte do presidente Paul von Hindenburg em 1934, adquiriu poder ilimitado. Depois disso, o Reichstag se reuniu apenas raramente, geralmente na Kroll Opera House, apenas para referendar de forma unânime as decisões do governo. Sua última reunião ocorreu em 26 de abril de 1942.
Com a nova Constituição de 1949, o Bundestag foi estabelecido como o novo parlamento da Alemanha Ocidental. Como Berlim Ocidental não estava oficialmente sob a jurisdição da Constituição — um legado da Guerra Fria — o Bundestag se reunia em Bonn, em vários edifícios diferentes, incluindo (provisoriamente) uma antiga estação de tratamento de água. Além disso, devido ao status legal da cidade, os cidadãos de Berlim Ocidental não podiam votar nas eleições para o Bundestag e eram representados por 22 delegados sem direito a voto, escolhidos pela Câmara dos Representantes, o legislativo da cidade.
A Bundeshaus em Bonn foi o antigo edifício do parlamento da Alemanha. As sessões do Bundestag foram realizadas lá de 1949 até sua transferência para Berlim em 1999. Hoje, o edifício abriga o Centro Internacional de Congressos Bundeshaus Bonn e, em suas áreas ao norte, a filial do Bundesrat (Conselho Federal), que representa os estados federados (Länder). As áreas ao sul tornaram-se parte dos escritórios alemães das Nações Unidas em 2008.
O antigo edifício do Reichstag abrigava uma exposição histórica (Fragen an die deutsche Geschichte) e era ocasionalmente usado como centro de conferências. O edifício também era usado esporadicamente como local de sessões do Bundestag, de seus comitês e da Convenção Federal, o órgão responsável pela eleição do presidente federal da Alemanha. No entanto, os soviéticos protestavam veementemente contra o uso do Reichstag por instituições da República Federal da Alemanha e tentavam perturbar as sessões sobrevoando o edifício com jatos supersônicos.
Desde 19 de abril de 1999, o parlamento alemão voltou a se reunir em Berlim, em seu edifício original, o Reichstag, que foi construído em 1888 com base nos planos do arquiteto alemão Paul Wallot e passou por uma grande reforma sob a liderança do arquiteto britânico Lord Norman Foster. Os comitês parlamentares e subcomitês, audiências públicas e reuniões de grupos parlamentares ocorrem em três edifícios auxiliares que cercam o Reichstag: Jakob-Kaiser-Haus, Paul-Löbe-Haus e Marie-Elisabeth-Lüders-Haus.
Em 2005, uma pequena aeronave caiu perto do Parlamento Alemão. Após esse incidente, decidiu-se proibir o tráfego aéreo privado sobre o centro de Berlim.

## Funções
Juntamente com o Bundesrat, o Bundestag constitui o poder legislativo do sistema político alemão.
Embora a maior parte da legislação seja iniciada pelo poder executivo, o Bundestag considera a função legislativa sua responsabilidade mais importante, concentrando grande parte de sua energia na avaliação e modificação do programa legislativo do governo. Os comitês (ver abaixo) desempenham um papel de destaque nesse processo. As sessões plenárias oferecem um espaço para os membros participarem de debates públicos sobre questões legislativas em análise, mas costumam ser bem frequentadas apenas quando há legislação significativa em discussão.
Os membros do Bundestag são os únicos funcionários federais eleitos diretamente pelo público; o Bundestag, por sua vez, elege o chanceler e exerce supervisão sobre o poder executivo em questões de política substancial e administração rotineira. Esse mecanismo de controle sobre o poder executivo pode ser empregado por meio de legislação vinculativa, debates públicos sobre políticas governamentais, investigações e questionamentos diretos ao chanceler ou a membros do gabinete.
Por exemplo, o Bundestag pode conduzir uma "hora das perguntas" (Fragestunde), na qual um representante do governo responde a uma pergunta escrita previamente submetida por um membro. Durante essa sessão, os parlamentares podem fazer perguntas adicionais relacionadas ao tema. As perguntas podem abordar qualquer assunto, desde grandes questões políticas até problemas específicos de um eleitor. O uso da Fragestunde aumentou consideravelmente nas últimas quatro décadas, com mais de 20.000 perguntas sendo feitas durante o mandato de 1987–90. Os partidos de oposição exercem ativamente seu direito parlamentar de fiscalizar as ações do governo.
Os serviços aos cidadãos também ocorrem por meio do Comitê de Petições. Em 2004, o Comitê de Petições recebeu mais de 18.000 reclamações de cidadãos e conseguiu negociar uma solução satisfatória para mais da metade delas. Em 2005, como um projeto-piloto para avaliar o potencial das petições online, uma versão do e-petitioner foi desenvolvida para o Bundestag. Esse foi um projeto colaborativo envolvendo o Parlamento Escocês, o Centro Internacional de Teledemocracia e o Departamento de Serviços Online do Bundestag. O sistema foi formalmente lançado em 1º de setembro de 2005, e, em 2008, o Bundestag adotou um novo sistema baseado na avaliação desse experimento.

## Mandato eleitoral
O Bundestag é eleito por um período de quatro anos, e novas eleições devem ser realizadas entre 46 e 48 meses após o início de seu mandato eleitoral, a menos que o Bundestag seja dissolvido antecipadamente. Seu mandato termina quando o próximo Bundestag se reúne, o que deve ocorrer dentro de 30 dias após a eleição. Aplica-se o princípio de que não pode haver um "período sem parlamento". Um Bundestag eleito permanece plenamente competente para atuar até que um novo Bundestag eleito se reúna para sua primeira sessão. Prorrogações e dissoluções (no sentido estrito), como as conhecidas no sistema de Westminster, não existem na Alemanha. Mesmo uma dissolução antecipada do Bundestag, como ocorreu em 1972, 1983, 2005 e 2025, na prática apenas leva a uma eleição antecipada, mas não encerra o período legislativo em si.

## Sistema eleitoral (desde 2023)
A Alemanha utiliza o sistema de representação proporcional mista, uma combinação de representação proporcional com elementos do sistema majoritário simples. Antes de uma reforma eleitoral em 2023, o Bundestag tinha nominalmente 598 membros, mas o sistema misto frequentemente resultava em um grande número de mandatos adicionais devido aos assentos de compensação e super-representação. Em 2023, essa situação foi corrigida com uma série de mudanças que estabeleceram um número fixo de 630 assentos, aumentando significativamente o aspecto proporcional do sistema. Após a confirmação da reforma pelo Tribunal Constitucional Federal, com algumas modificações, ela foi aplicada pela primeira vez em 2025.
Cada eleitor tem dois votos: um voto distrital (primeiro voto) e um voto de lista partidária (segundo voto). Com base apenas nos primeiros votos, 299 membros são eleitos em distritos uninominais pelo sistema majoritário simples (Direktmandat). Os segundos votos são usados para determinar a distribuição proporcional dos assentos entre os partidos (Listenkandidat), primeiro no nível federal e depois no nível estadual, utilizando o método de Sainte-Laguë. Na maioria dos casos, o número de distritos vencidos por um partido em um estado não corresponde exatamente ao número de assentos aos quais o partido tem direito segundo o resultado dos segundos votos. Isso é equilibrado de duas formas:
- Se um partido vence mais distritos do que os segundos votos permitiriam, apenas os candidatos mais bem colocados em percentual de primeiros votos são eleitos.[g]
- Se um partido vence menos distritos do que os segundos votos permitiriam, os candidatos mais bem colocados da lista estadual são eleitos para preencher as vagas adicionais.

Se um membro deixa o Bundestag durante o mandato, outro candidato do respectivo estado assume a vaga. Nesse caso, os vencedores de distrito que inicialmente não foram considerados têm prioridade (de acordo com a porcentagem de primeiros votos), seguidos pelos candidatos da lista estadual.
Para obter assentos, um partido deve vencer pelo menos três distritos uninominais ou ultrapassar o limite de 5% dos segundos votos em nível nacional (cláusula do mandato básico). No entanto, candidatos independentes sempre entram no Bundestag se vencerem seu distrito. Os assentos concedidos dessa maneira são subtraídos do total de 630 ao distribuir os mandatos entre os partidos. Além disso, os segundos votos de eleitores que escolheram um candidato independente bem-sucedido não são considerados no cálculo da distribuição proporcional (embora contem para a barreira de 5%).
Partidos que representam minorias nacionais reconhecidas (atualmente dinamarqueses, frísios, sorábios e ciganos) são isentos tanto da cláusula dos 5% quanto da exigência de três mandatos diretos, mas ainda precisam atender aos critérios estaduais. Até o momento, o único partido a se beneficiar dessa regra em nível federal foi a Associação de Eleitores da Schleswig do Sul, que representa dinamarqueses e frísios em Eslésvico-Holsácia e conseguiu obter um assento em 1949, 2021 e 2025.

## Organização

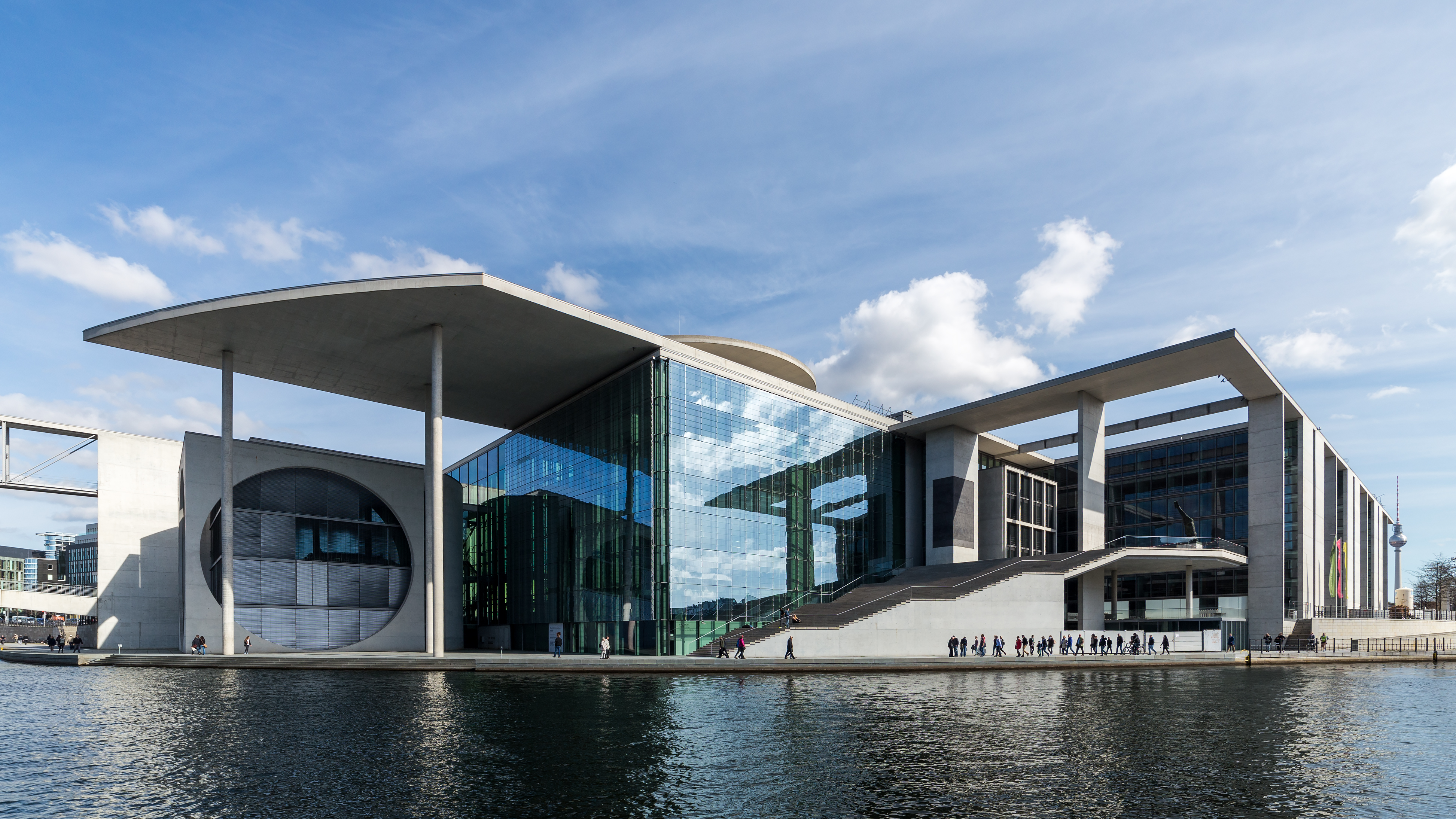
O Marie-Elisabeth-Lüders-Haus, um dos edifícios oficiais do complexo, abriga a biblioteca parlamentar

### Facções e grupos
As estruturas organizacionais mais importantes dentro do Bundestag são as "facções" (Fraktionen; singular Fraktion). Uma facção parlamentar deve consistir de pelo menos 5% de todos os membros do parlamento. Membros do parlamento de diferentes partidos só podem se unir em um grupo se esses partidos não concorreram um contra o outro em nenhum estado alemão durante a eleição. Normalmente, todos os partidos que ultrapassam o limite de 5% formam uma facção. A CDU e a CSU sempre formaram uma facção conjunta, chamada CDU/CSU ou União. Isso é possível, pois a CSU concorre apenas no estado da Baviera e a CDU apenas nos outros 15 estados. O tamanho de uma facção determina a extensão de sua representação nos comitês, os tempos de fala concedidos, o número de presidências de comitês que pode ocupar e sua representação nos órgãos executivos do Bundestag. As facções, e não os membros, recebem a maior parte do financiamento público para atividades legislativas e administrativas.
A liderança de cada facção consiste em um líder parlamentar, vários vice-líderes e um comitê executivo. As principais responsabilidades da liderança são representar a facção, impor disciplina partidária e orquestrar as atividades parlamentares do partido. Os membros de cada facção são distribuídos entre grupos de trabalho focados em temas específicos de política, como política social, economia e relações exteriores. A facção se reúne todas as terças-feiras à tarde, nas semanas em que o Bundestag está em sessão, para considerar a legislação e formular a posição do partido sobre ela.
Partidos que não detêm 5% dos assentos no Bundestag podem receber o status de um grupo parlamentar; isso é decidido caso a caso, pois as regras de procedimento não estipulam um número fixo de assentos para isso. Esse status confere alguns privilégios, que são em geral inferiores aos de uma facção.

### Órgãos executivos
Os órgãos executivos do Bundestag incluem o Conselho de Anciãos e o Presidium. O conselho é composto pela liderança do Bundestag, juntamente com os representantes mais seniores de cada facção, sendo o número desses representantes proporcional à força dos grupos parlamentares na câmara. O conselho é o centro de coordenação, determinando a agenda legislativa diária e atribuindo as presidências dos comitês com base na representação dos grupos parlamentares. O conselho também serve como um fórum importante para negociações interpartidárias sobre legislação específica e questões procedimentais. O Presidium é responsável pela administração rotineira do Bundestag, incluindo suas atividades administrativas e de pesquisa. Ele é composto pelo presidente da câmara (geralmente eleito da maior facção) e pelos vice-presidentes (um de cada facção).

### Comitês
A maior parte do trabalho legislativo no Bundestag é realizada nos comitês permanentes, que permanecem praticamente inalterados ao longo de um período legislativo. O número de comitês é aproximadamente equivalente ao número de ministérios federais, e seus títulos são similares (por exemplo, defesa, agricultura e trabalho). No atual 19º Bundestag, há 24 comitês permanentes. A distribuição das presidências dos comitês e a composição de cada um refletem a força relativa dos diferentes grupos parlamentares na câmara. No atual 19º Bundestag, a CDU/CSU presidiu dez comitês, o SPD cinco, a AfD e o FDP três cada, e A Esquerda e os Verdes dois cada. Membros do partido de oposição podem presidir um número significativo de comitês permanentes (por exemplo, o comitê de orçamento é tradicionalmente presidido pelo maior partido de oposição). Esses comitês possuem pouca ou nenhuma equipe própria.

### Administração
Os membros do Bundestag e o Presidium são apoiados pela Administração do Bundestag. Ela é chefiada pelo Diretor, que responde ao Presidente do Bundestag. A Administração do Bundestag possui quatro departamentos: Serviço Parlamentar, Pesquisa, Informação/Documentação e Assuntos Centrais. A Administração do Bundestag emprega cerca de 3.000 funcionários.

## Princípio da descontinuidade
Seguindo a tradição dos parlamentos alemães, o Bundestag está sujeito ao princípio da descontinuidade, o que significa que um Bundestag recém-eleito é legalmente considerado um corpo e uma entidade completamente diferente do Bundestag anterior. Isso leva ao resultado de que qualquer moção, solicitação ou ação submetida ao Bundestag anterior, por exemplo, um projeto de lei encaminhado ao Bundestag pelo Governo Federal, é considerada nula por não decisão (terminologia alemã: "Die Sache fällt der Diskontinuität anheim"). Assim, qualquer projeto de lei que não tenha sido decidido até o início do novo período eleitoral deve ser novamente apresentado pelo governo se tiver a intenção de manter a moção, esse procedimento efetivamente atrasando a aprovação do projeto. Além disso, qualquer Bundestag recém-eleito terá que decidir novamente sobre as regras de procedimento (Geschäftsordnung), o que é feito por meio de uma decisão formal de adotar tais regras do Bundestag anterior por referência. Se o Bundestag sucessor se reunir com as mesmas ou semelhantes maiorias de seu antecessor, o parlamento pode decidir adotar iniciativas legislativas anteriores da mesma forma para abreviar o processo, quebrando assim efetivamente o princípio da descontinuidade por meio de um "puxão". A descontinuidade do parlamento é a razão pela qual o congresso de quatro anos é numerado. O congresso atual é numerado o 20º Bundestag.
Qualquer Bundestag (mesmo após uma eleição antecipada) é considerado dissolvido somente quando um Bundestag recém-eleito se reúne efetivamente para se constituir (Artigo 39, § 1, frase 2 da Lei Fundamental), o que deve ocorrer dentro de 30 dias após sua eleição (Artigo 39, § 2 da Lei Fundamental). Assim, pode acontecer (e aconteceu) que o Bundestag anterior se reúna e tome decisões mesmo após a eleição de um novo Bundestag que ainda não se reuniu para se constituir. Por exemplo, as eleições para o 16º Bundestag ocorreram em 18 de setembro de 2005, mas o 15º Bundestag ainda se reuniu após o dia da eleição para tomar algumas decisões sobre o envolvimento militar alemão no exterior, e tinha o direito de fazê-lo, pois o 16º Bundestag recém-eleito não se reuniu pela primeira vez até 18 de outubro de 2005.

## Local
Também seguindo a tradição dos parlamentos alemães, o Bundestag alemão pode legalmente se reunir em qualquer local, doméstico ou estrangeiro. A câmara plenária do Reichstag não é determinada por lei como o local da assembleia, tornando-se uma instalação de conveniência. O predecessor do Bundestag, o Reichstag alemão, se reuniu na Casa da Ópera Kroll, em Berlim, após o Reichstag com seu interior e paredes de madeira terem sido destruídos no incêndio do Reichstag.
Após a Segunda Guerra Mundial, o Bundestag não possuía instalações próprias e teve que se reunir no Bundeshaus em Bonn, junto com o Bundesrat. Em 1953, as câmaras plenárias no Bundeshaus precisaram ser expandidas e o Bundestag se reuniu em um edifício de rádio em Colônia. Até 1965, o Bundestag se reuniu em Berlim Ocidental em nove sessões. Sete sessões ocorreram na Universidade Técnica de Berlim e duas sessões no Congress Hall de Berlim, em Großer Tiergarten. As assembleias enfrentaram severos protestos da parte comunista, sendo que a última sessão foi até interrompida por aviões soviéticos em voo supersônico a baixa altitude. Em 1971, as quatro potências ocupantes concordaram em não aceitar mais as assembleias do Bundestag em Berlim Ocidental. O Bundestag se reuniu no Antigo Edifício da Estação de Tratamento de Água em Bonn quando a antiga câmara plenária teve que ser desmontada, e na nova câmara plenária por apenas alguns anos após a reunificação da Alemanha.
A assembleia mais distinta do Bundestag fora de suas câmaras regulares ocorreu em 4 de outubro de 1990, no dia seguinte à reunificação alemã. O Bundestag se reuniu no edifício do Reichstag em Berlim pela primeira vez após 57 anos, e distante de sua então casa regular em Bonn. Logo após essa assembleia mais memorável, o Bundestag decidiu mudar-se de Bonn de volta para Berlim por meio de uma lei que estabelece apenas a cidade de Berlim como a casa do Bundestag, e não o edifício.